# Classe Muâvenet-i Millîye
La classe Muâvenet-i Milliye di cacciatorpediniere apparteneva alla Osmanlı Donanması, la marina imperiale ottomana, ed era successiva alla classe Samsun.

## Costruzione
Le navi vennero finanziate attraverso una sottoscrizione pubblica alla quale parteciparono tutte le classi sociali; letteralmente il nome della capoclasse significa supporto della nazione ed anche gli altri nomi hanno un significato dello stesso tenore. Erano delle unità più grosse della precedente classe Samsun, con le loro 785 tonnellate e con maggiore potenza, ma velocità leggermente inferiore.
Le unità erano armate con 2 cannoni da 75mm (con lunghezza di 50 calibri),  2 cannoni da 57mm, anch'essi da 50 calibri, e 3 tubi lanciasiluri da 450mm.

## Unità

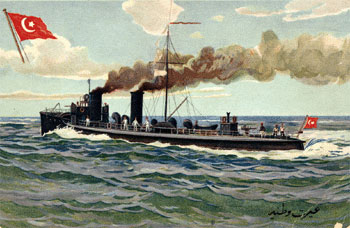
La Gayret-i Vataniye in una cartolina della Osmanlı Donanma Cemiyeti, l'associazione della Marina Ottomana.

- Muâvenet-i Milliye

Nota per aver affondato la HMS Goliath durante la Campagna dei Dardanelli durante la prima guerra mondiale.
- Yâdigâr-ı Millet
- Nümune-i Hamiyet
- Gayret-i Vataniye

La classe venne impiegata come scorta alle navi da battaglia, e partecipò alle battaglie della Prima guerra balcanica, tra cui la battaglia di Elli e quella di Lemnos e alla prima guerra mondiale nella quale le navi svolsero principalmente azioni indipendenti.